# Клепаж (гміна Вжесня)
Клепаж (пол. Kleparz, нім. Kleppel) — село в Польщі, у гміні Вжесня Вжесінського повіту Великопольського воєводства.
Населення — 201 особа (2011).

## Демографія
Демографічна структура станом на 31 березня 2011 року:
|          | Загалом | Допрацездатний вік | Працездатний вік | Постпрацездатний вік |
| -------- | ------- | ------------------ | ---------------- | -------------------- |
| Чоловіки | 105     | 21                 | 70               | 14                   |
| Жінки    | 96      | 19                 | 58               | 19                   |
| Разом    | 201     | 40                 | 128              | 33                   |